# Härvelsbo (naturreservat)
Härvelsbo är ett naturreservat i Åtvidabergs kommun i Östergötlands län.
Området är naturskyddat sedan 2018 och är 20 hektar stort. Reservatet omfattar en höjd vid sydöstra stranden av Stora Gullringsvattnet. Reservatet består av tallskogsklädda höjder och högvuxen grov granskog, med inslag av asp, i sluttningar och sänkor.